# Forum Liberalne
Forum Liberalne – polskie stowarzyszenie polityczne na rzecz liberalizmu, założone 3 sierpnia 2006 przez część działaczy związanych z Partią Demokratyczną – demokraci.pl.
Pierwotnie Forum powstało jako wewnątrzpartyjna platforma programowa, która miała zmienić kierunek Partii Demokratycznej – demokraci.pl na bardziej liberalny. Deklarację powołania FL 9 maja 2006 podpisało sześciu szefów regionów i trzech członków zarządu krajowego. Wniosek o zatwierdzenie regulaminu Forum trafił do władz partii, ale nie został rozpatrzony przez radę krajową. Po akcesie PD do koalicji wyborczej Lewica i Demokraci, inicjatorzy Forum Liberalnego 3 sierpnia 2006 zdecydowali o wystąpieniu z Partii Demokratycznej i założeniu stowarzyszenia Forum Liberalne.
Od grudnia 2006 do marca 2007 Forum Liberalnym kierował zarząd, na którego czele stał Marcin Celiński, były lubelski radny i przewodniczący struktur PD w województwie lubelskim. W wyborach samorządowych w tym samym roku kandydaci FL startowali z list Platformy Obywatelskiej lub lokalnych komitetów, uzyskując pojedyncze mandaty radnych.
W styczniu 2007 powołano radę programową stowarzyszenia, na której czele stanął filozof i bioetyk prof. Jan Hartman. W jej skład weszli m.in. dyrektor Centrum Zdrowia Dziecka i były wiceminister zdrowia Maciej Piróg, były minister Michał Boni oraz byli posłowie Unii Wolności Andrzej Potocki i Marek Zieliński.
31 marca 2007 odbył się I zjazd krajowy FL, na którym uchwalono program „Polska Liberalna”. Na zjeździe byli obecni m.in. prof. Jan Winiecki, Henryk Wujec, prof. Jerzy Szacki i prof. Jan Hartman. Przewodniczącym ponownie został Marcin Celiński.
W przedterminowych wyborach parlamentarnych w 2007 jeden z liderów stowarzyszenia, Eryk Smulewicz, uzyskał mandat senatora z ramienia PO w okręgu płockim, a inny z liderów Marek Zieliński z listy PO uzyskał mandat posła w okręgu poznańskim.
23 lutego 2008 na nadzwyczajnym walnym zebraniu członków powołano nowy zarząd, na którego czele stanął Artur Buczyński, dotychczasowy wiceszef organizacji, radny sejmiku mazowieckiego i wiceburmistrz dzielnicy Warszawy.
Forum nie prowadzi aktywnej działalności, część jego członków związała się z PO (m.in. Eryk Smulewicz, Artur Buczyński czy Marek Zieliński).